# Вулиця Романа Ратушного
Вулиця Романа Ратушного — вулиця в Солом'янському районі міста Київ, місцевості Залізничний масив, Батиєва гора. Пролягає від Докучаєвської до Солом'янської вулиці. Продовженням (від початку вулиці) слугує Привітна вулиця.
Прилучаються вулиці Івана Неходи та Городня. З парної сторони вулиці розташовується Солом'янський ландшафтний парк.

## Історія
Вулиця відома від початку XX століття як безіменний шлях на вигінних землях, що сполучав Батиєву гору з Олександрівською слобідкою. Приблизно цією місциною проходила межа Либідської частини Києва та Солом'янки. На німецькому плані міста 1918 року кінцева частина нинішньої Волгоградської вулиці позначена як Новолибідська вулиця. 
До забудови Батиєво-Олександрівського житлового масиву (нині — Залізничний житловий масив) являла собою безіменну дорогу, що полями сполучала Привітну та Народну вулиці. На початку 1960-х років мала проектну назву Батиєво-Олександрівська вулиця, оскільки була центральною вулицею однойменного житлового масиву. 1964 року отримала назву Волгоградська вулиця, на честь міста Волгоград. Наприкінці 1963 року, у процесі будівництва житлового масиву, напрямок вулиці поблизу її примикання до Солом'янської вулиці було дещо змінено.
Сучасна назва на честь київського активіста Романа Ратушного, відомого боротьбою за збереження урочища Протасів Яр — з 2022 року.

## Заклади освіти
- Загальноосвітня школа № 60 (буд. № 1/2)
- Загальноосвітня спеціалізована школа № 187 (буд. № 23)

## Зображення

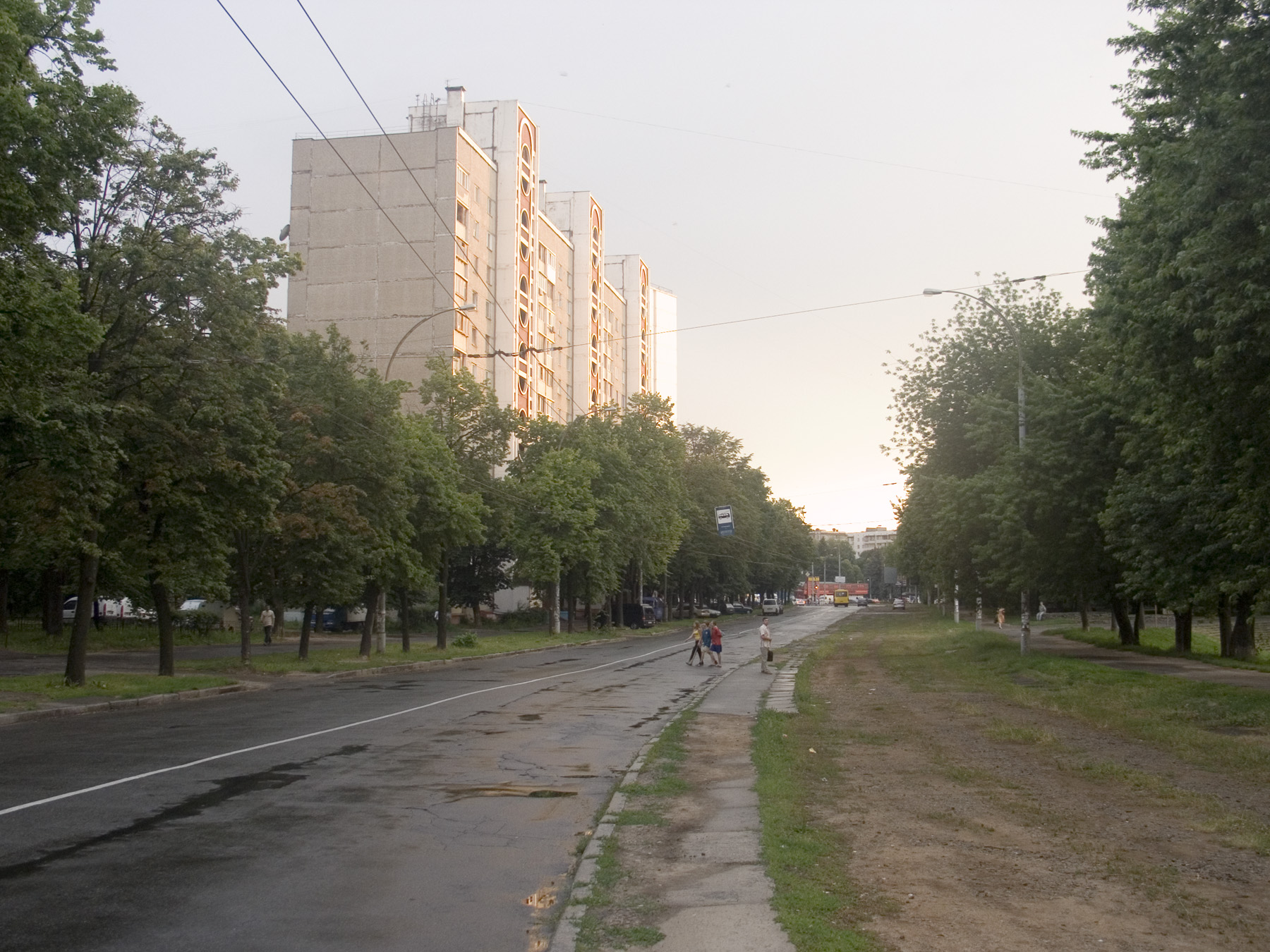
Вулиця Романа Ратушного
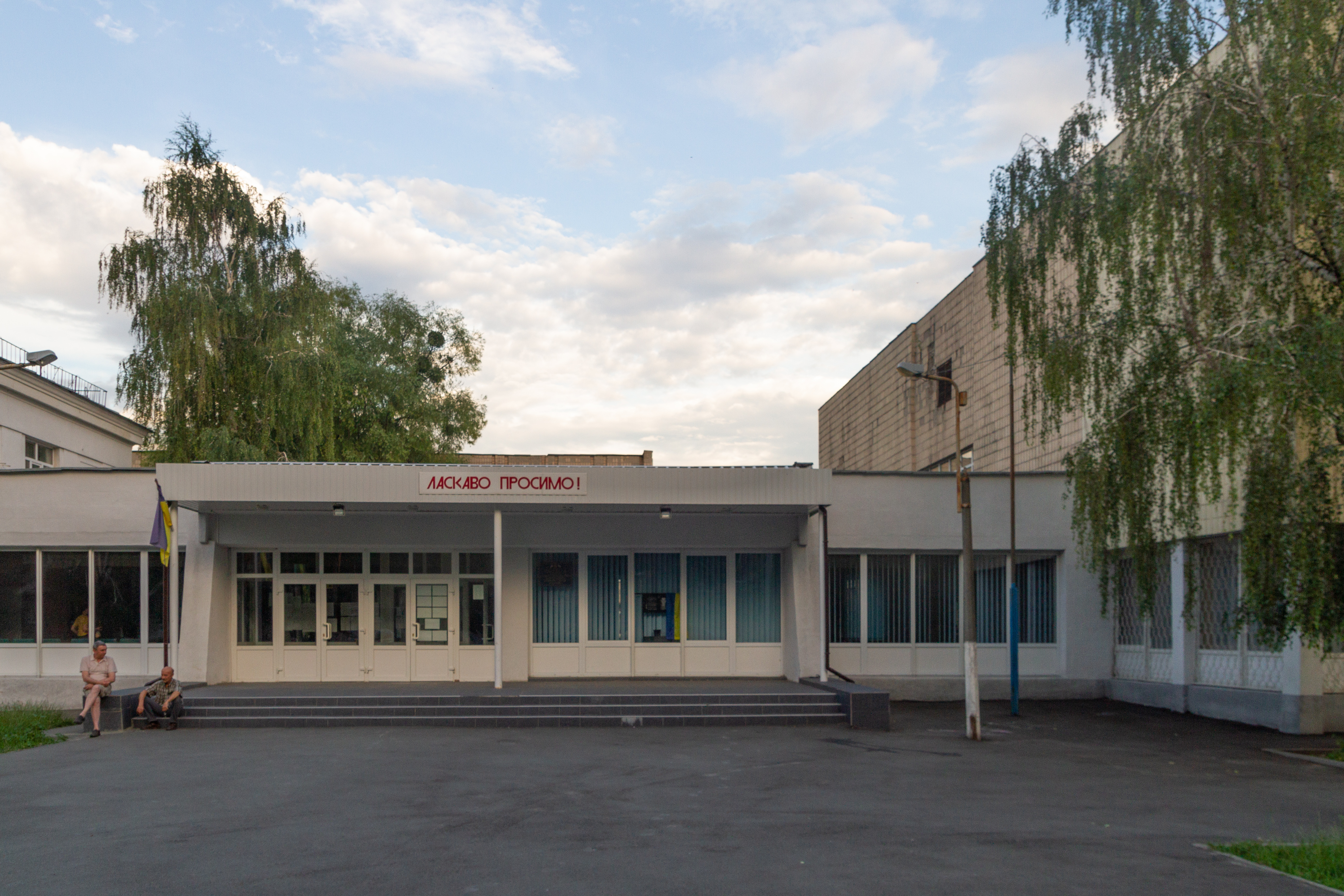
Загальноосвітня школа № 60